# 酒井俊輔 (声優)
酒井 俊輔（さかい しゅんすけ、1987年2月23日 - ）は、日本の男性声優。血液型 O型。
JTBエンタテインメントアカデミー卒業。2012年4月から2019年までJTBエンタテインメントに所属していた。

## 出演

### テレビアニメ
2012年
- GON -ゴン-（角シカ2、手下）
- だから僕は、Hができない。（男子生徒）
- てーきゅう（第1期）（男子生徒）

2013年
- 蒼い世界の中心で（キチョウ＝カズオ）
- AMNESIA（男）

2014年
- 俺、ツインテールになります。（男子生徒）
- 僕らはみんな河合荘（田神）

2015年
- ISUCA（大久保尚哉）
- GANGSTA.（チンピラ、男性客）
- 純情ロマンチカ3（店員B、友人A）
- 城下町のダンデライオン（武田、スイカさん、クラブ部員）
- ミリオンドール（男、ましゅまろ）
- レーカン!（不良C、男子生徒B）
- ランス・アンド・マスクス (男たち)

2016年
- 終末のイゼッタ（ゲール兵、ゲール兵B、パイロット、エイルシュタット兵、アトランタ諜報員、招待客 他）
- だがしかし（森永ラムネ）
- ばくおん!!（押し掛け大将）

### ドラマCD
- ドラマCD「孔明のヨメ。」

### 劇場アニメ
2013年
- 聖☆おにいさん

### 吹き替え
- アドレナリンRUSH（ダニー・クルーガー〈ブレット・ダヴァーン〉）
- オゾンビ（ビンラディン）
- クリーンスキン 許されざる敵（ユシフ、TV1、TV7）
- ジ・エクスペリメント
- プリズナー・オブ・パワー 囚われの惑星（市民男2、担当官男1、職員4、隊員5）

### 舞台
- 「SEIKISYO」（2013年）藤田淳

### インターネットテレビ・ラジオ
- 酒井俊輔のご覧のとおりイケメンです（WALLOP：2013年9月 - ）
- 渡部優衣のご覧のとおりトラズキです（WALLOP：不定期→2014年3月 - 6月） - アシスタント・ファン代表・グラウンド整備→永久追放扱い[1]

### その他
- JTBエンタテインメント第1回公演 朗読劇「ハックルベリーにさよならを」（2012年10月2日、なかの芸能小劇場） - コーキチ 役
- JTBエンタテインメント第2回公演「J-VOICEプロジェクト」活読劇「真夏の奇跡」 - 大矢一広 役
- Remora　(サブカルカフェ＆バー ニュータイプ新宿：2015年8月11日）
- 酒井俊輔(仮)性誕祭　（WALLOP押上スタジオ：2016年3月6日）
- ミライノチカラ（2018年3月9日、渋谷TAKEOFF7）MC[2]